# Каргалинське сільське поселення (Вікуловський район)
Каргали́нське сільське поселення (рос. Каргалинское сельское поселение) — муніципальне утворення у складі Вікуловського району Тюменської області, Росія.
Адміністративний центр — село Каргали.

## Населення
Населення — 838 осіб (2020; 852 у 2018, 945 у 2010, 1034 у 2002).

## Склад
До складу поселення входять такі населені пункти:
| Населений пункт  | Населення, осіб (2002) | Населення, осіб (2010) |
| ---------------- | ---------------------- | ---------------------- |
| Бобри, село      | 73                     | 59                     |
| Каргали, село    | 899                    | 832                    |
| Серебрянка, село | 62                     | 54                     |